# Набойе
Набойе (на сръбски: Набоје) е село в Сърбия, разположено в община Тутин, Рашки окръг. Намира се на 1244 метра надморска височина. Населението му според преброяването през 2011 г. е 221 души. При преброяването на населението през 2002 г. има 218 жители, от тях: 208 (95,41 %) бошняци и 10 (4,58 %) мюсюлмани.

## Население
Численост на населението според преброяванията през годините:
- 1948 – 457 души
- 1953 – 517 души
- 1961 – 538 души
- 1971 – 364 души
- 1981 – 335 души
- 1991 – 290 души
- 2002 – 218 души
- 2011 – 221 души